# Stubbsvansskink
Stubbsvansskink (Tiliqua rugosa) är ödla som tillhör familjen skinkar och lever i Australien. Den kan kännas igen på sin påfallande korta och tjocka svans, kottliknade fjäll och blåa tunga. 

## Kännetecken
Stubbsvansskink är robust byggd och kan bli upp mot 40 centimeter lång, inklusive svansen. Beroende på underart varierar utseendet något med avseende på färg och teckning. Ofta är grundfärgen mörkt brunaktig och det kan därtill förekomma att det finns teckningar i form av ljusa eller lite gulaktiga fläckar eller streck. Men individer med mer brunrödaktig eller gulvitaktig färg förekommer också i vissa områden. Tungan är blå liksom hos flera andra skinkarter i släktet Tiliqua.
Huvudet är triangulärt och svansen är kort och tjock, den utgör inte mer än en ungefär en fjärdedel av den totala längden. Benen är ganska korta. Fjällen på kroppen är stora och överlappar varandra något, ungefär som på en kotte.
Hanar och honor är ganska lika och det kan vara svårt att bestämma könet utan närmare undersökning. Till byggnaden har hanar ett proportionellt sett något kraftigare huvud och något kraftigare kropp än honorna, men honorna blir samtidigt något större än hanarna.

## Etymologi
Det svenska namn som brukar användas om arten, stubbsvansskink eller stubbsvansödla, anspelar på den korta svansen. I Australien har arten flera olika lokala namn, varav en del av de engelska också anspelar på just den korta svansen, exempelvis bobtail och stump-tailed skink, medan andra som shingleback och pinecone lizard anspelar på fjällen. Den är kanske den australiska ödla som givits flest folkliga namn.

## Utbredning
Stubbsvansskink förekommer i halvtorra områden i södra Western Australia, södra South Australia, Victoria och New South Wales (utom i öster mot kusten), samt i södra centrala Queensland. Det finns fyra beskrivna underarter, varav tre bara förekommer inom delstaten Western Australia. Underarterna och deras utbredning är:
- Tiliqua rugosa asper - den enda underarten som förekommer utanför Western Australia, och det är därför den som återfinns i östliga delen av utbredningsområdet[5]
- Tiliqua rugosa konowi - förekommer på ön Rottnest, Western Australia[5]
- Tiliqua rugosa rugosa - förekommer i Western Australia[5]
- Tiliqua rugosa palarra - förekommer i området omkring Shark Bay, Western Australia[5]

## Levnadssätt
Stubbsvansskinken är en marklevande ödla som rör sig ganska långsamt och livnär sig som omnivor, det vill säga den äter både vegetabilisk och animalisk föda. Främst äter den vegetabilier, såsom blommor och blad av olika örter, bär och frukt. Därtill äter den olika smådjur som den får tag i, bland annat olika leddjur, exempelvis insekter som skalbaggar, och snäckor. Ödlan lagrar upp fett i sin svans som en energireserv för att kunna överleva perioder med sämre tillgång på föda.
Arten är dagaktiv och söker under natten skydd genom att gömma sig bland nedfallna löv, under nedfallna trädstammar eller under stenar. Vanligen börjar individerna sin dag med att solbada för att få upp kroppstemperaturen inför det aktiva födosökandet. Under kalla dagar är de är inaktiva och förblir kvar i skydd.
Förutom att fungera som fettreserv kan stubbsvansskinkens säregna svans ha en funktion genom att förvirra predatorer då den genom sin form är ganska lik ödlans mer sårbara huvud. Svansen skyddas av hårda fjäll och om en fiende tvekar över vart angreppet ska riktas har skinken större chans att undkomma. Om en stubbsvansskink känner sig hotad försöker den också avskräcka fienden genom att gapa och visa upp den blåa tunga som kontrasterar skarpt mot munnen och den kan därtill väsa och försöka se så stor ut som möjligt och bitas om det blir nödvändigt för att försöka freda sig.
Stubbsvansskinken lever ensam under större delen av året men under fortplantningstiden i september till november bildas monogama par, något som är mycket ovanligt hos ödlor. Ett sådant par kan hålla samman i flera veckor och samma hane och hona kan dessutom återförenas under flera år. Fortplantningen är vivipar (det innebär att ungarna utvecklas inne i moderns kropp) och tre månader efter parningen föder hona vanligen två eller tre ungar.

## Hot
Några exemplar fångas och säljs som terrariedjur. Hela populationen anses vara stabil. IUCN listar arten som livskraftig (LC).